# 石束毎雅
石束 毎雅（いしづか つねまさ、元禄13年（1700年） - 宝暦2年5月22日（1752年7月3日））は、江戸時代中期の武士。豊岡藩京極家の筆頭家老だったが、藩主京極高永と対立を深めて藩を去った。父は石束毎明。母は中谷高房の娘。子に石束毎貴。通称は、一学（いちがく）、源五右衛門（げんごえもん）、宇右衛門（うえもん）。
父毎明から豊岡藩筆頭家老職を受け継ぎ、また前藩主京極高住の娘万里姫を妻に迎えたが、当代藩主・京極高永とは藩政改革を巡って対立を深め、延享4年（1747年）に家老を辞して豊岡藩を去ることになる。その後は京都に隠遁し、宝暦2年（1752年）に同地で死去した。京都の妙心寺に眠る。芳名は馨徳院殿立所？伯居士。